# Ryōsuke Okuno
Ryōsuke Okuno (jap. 奥野 僚右 Okuno Ryōsuke; ur. 13 listopada 1968) – japoński piłkarz występujący na pozycji obrońcy.

## Kariera klubowa
Od 1993 do 2003 roku występował w klubach Kashima Antlers, Kawasaki Frontale, Sanfrecce Hiroszima i Thespa Kusatsu.